# Alloy Entertainment
Alloy Entertainment (anteriormente Daniel Weiss Associates e 17th Street Productions) é uma unidade de produção de embalagens de livros e televisão da Warner Bros. Television. Produz livros, séries de televisão e longas-metragens.
A Alloy Entertainment produz aproximadamente trinta novos livros por ano, publicados globalmente em mais de quarenta idiomas. Mais de oitenta dos livros da Alloy Entertainment chegaram à lista de best-sellers do The New York Times, incluindo Everything, Everything e The Sun is Also a Star de Nicola Yoon, The Thousandth Floor de Katharine McGee, Max de Jennifer Li Shotz e 99 Days de Katie Cotugno. Franquias de best-sellers anteriores The Sisterhood of the Traveling Pants, Gossip Girl, The Vampire Diaries, Pretty Little Liars, The Lying Game, The 100, The Clique, The Luxe e The-List que vendeu dezenas de milhões de cópias em todo o mundo. Entre as séries de televisão produzidas pela empresa estão Privileged, The Vampire Diaries, Gossip Girl, Pretty Little Liars, The Originals, The 100 e Legacies.
Além disso, a empresa produz ou coproduz vários programas de televisão e filmes que são adaptações inéditas.

## Filmografia

### Filmes
| Título                                  | Ano  |
| --------------------------------------- | ---- |
| The Sisterhood of the Traveling Pants   | 2005 |
| The Sisterhood of the Traveling Pants 2 | 2008 |
| Sex Drive                               | 2008 |
| The Clique                              | 2008 |
| Everything, Everything                  | 2017 |
| Good Girls Get High                     | 2018 |
| The Sun Is Also a Star                  | 2019 |

### Filmes para televisão
| Título    | Ano  | Emisora        |
| --------- | ---- | -------------- |
| Frenemies | 2012 | Disney Channel |

### Séries de televisão
| Título                                  | Ano           | Emisoras              |
| --------------------------------------- | ------------- | --------------------- |
| Gossip Girl                             | 2007–2012     | The CW                |
| Samurai Girl                            | 2008          | ABC Family            |
| Privileged                              | 2008–2009     | The CW                |
| The Vampire Diaries                     | 2009-2017     | The CW                |
| Pretty Little Liars                     | 2010–2017     | ABC Family / Freeform |
| Huge                                    | 2010          | ABC Family            |
| The Nine Lives of Chloe King            | 2011          | ABC Family            |
| The Lying Game                          | 2011–2013     | ABC Family            |
| The Secret Circle                       | 2011–2012     | The CW                |
| How to Rock                             | 2012          | Nickelodeon           |
| 666 Park Avenue                         | 2012–2013     | ABC                   |
| The Originals                           | 2012–2018     | The CW                |
| Ravenswood                              | 2013–2014     | ABC Family            |
| The 100                                 | 2014–2019     | The CW                |
| Significant Mother                      | 2015          | The CW                |
| You                                     | 2018–presente | Lifetime / Netflix    |
| Legacies                                | 2018–presente | The CW                |
| Pretty Little Liars: The Perfectionists | 2019          | Freeform              |
| Gossip Girl (2021)                      | 2021          | HBO Max               |

### Web séries
| Título                                   | Ano       | Website    |
| ---------------------------------------- | --------- | ---------- |
| Haute & Bothered                         | 2009–2010 | YouTube    |
| Private                                  | 2009      | YouTube    |
| First Day                                | 2010      | YouTube    |
| Hollywood is Like High School with Money | 2010      | YouTube    |
| Talent                                   | 2011–2012 | YouTube    |
| First Day 2: First Dance                 | 2011      | YouTube    |
| Wendy                                    | 2011      | YouTube    |
| Dating Rules from My Future Self         | 2012      | YouTube    |
| Pretty Dirty Secrets                     | 2012      | ABC Family |
| Life After First Failure                 | 2017      | CW Seed    |